# اخفنیر
اخفنیر (به فرانسوی: Akhfennir) یک منطقهٔ مسکونی در مراکش است که در استان طرفایه واقع شده‌است. اخفنیر ۱٬۵۸۳ نفر جمعیت دارد.